# Pennybridge Pioneers
Pennybridge Pioneers é o quarto álbum da banda sueca Millencolin, lançado em 2000é o cd mais bem sucedido, foi o primeiro trabalho a garantir um disco de ouro da banda. Um punk melódico que veio carregado com doses extras de maturidade. Prova disso são as faixas "The Ballad", "Fox" e "No Cigar", que foi trilha de abertura do game "Tony Hawk Pro Skater 2". "Fox" e "Penguins & Polarbears" renderam versões em video que conseguiram excelente rotação em canais do mundo, incluindo a MTV Brasil.

## Faixas
1. "No Cigar"
2. "Fox"
3. "Material Boy"
4. "Duckpond"
5. "Right About Now"
6. "Penguins & Polarbears"
7. "Hellman"
8. "Devil Me"
9. "Stop To Think"
10. "The Mayfly"
11. "Highway Donkey"
12. "A-Ten"
13. "Pepper"
14. "The Ballad"

| Críticas profissionais | Críticas profissionais |
| Avaliações da crítica  | Avaliações da crítica  |
| Fonte                  | Avaliação              |
| ---------------------- | ---------------------- |
| AbsolutePunk.net       | (90%)                  |
| Allmusic               | 4 of 5 stars           |